# 수요드라마
| 월요일        | 화요일        | 수요일        | 목요일        | 금요일        | 토요일        | 일요일        | 월요일~금요일 | 토요일~일요일 | 일요아침 |
| 월요일~화요일 | 월요일~화요일 | 수요일~목요일 | 수요일~목요일 | 금요일~토요일 | 금요일~토요일 | 토요일~일요일 | 월요일~금요일 | 토요일~일요일 | 일요아침 |

수요드라마는 매주 수요일에 방송되는 텔레비전 드라마이다.

## 대한민국
- KBS 1TV 수요 드라마
- KBS 2TV 수요 드라마
- MBC 수요 드라마
- 수요드라마 (단막극)

## 일본
- 수요드라마 (NHK)
- 수요드라마 (TBS)
- 수요드라마 (닛폰 TV)

## 같이 보기
- 수목드라마
- 목요드라마